# Lonjgari
Lonjgari is een plaats in de gemeente Netretić in de Kroatische provincie Karlovac. De plaats telt 3 inwoners (2001).